# 4002 Shinagawa
4002 Shinagawa este un asteroid din centura principală, descoperit pe 14 mai 1950 de Karl Reinmuth.